# Държавно устройство на България
България е единна парламентарна република с местно самоуправление и с ясно изразено разделение на властите: законодателна, изпълнителна и съдебна. Страната се управлява според върховния закон – Конституцията, приета през 1991 година, и законите на страната, а политическият живот се основава на принципа на политическия плурализъм.

## Държавни институции
| Държавна институция/помощен орган                                                                           | Официални лица                                        | От                                                          |
| --- | ----------------------------------------------------- | ----------------------------------------------------------- |
| Президент на Републиката                                                                                    | Румен Радев                                           | 22 януари 2017 г.                                           |
| Народно събрание                                                                                            | Наталия Киселова                                      | 6 декември 2024 г.                                          |
| Министерски съвет                                                                                           | Росен Желязков                                        | 16 януари 2025 г.                                           |
| Съдебна власт: - Върховен административен съд - Върховен касационен съд - Прокуратура на Република България | - Георги Чолаков - Галина Захарова - Борислав Сарафов | - 22 ноември 2017 г. - 10 февруари 2015 г. - 16 юни 2023 г. |
| Конституционен съд                                                                                          | Павлина Панова                                        | 16 ноември 2021 г.                                          |

## Президент
Президентът е държавен глава, който олицетворява единството на нацията и представлява Република България в международните отношения. В дейността си се подпомага от вицепрезидент.
Избира се пряко от народа за 5-годишен срок с право на едно преизбиране.
Той е върховен главнокомандващ на Въоръжените сили, председател на Консултативния съвет за национална сигурност. Макар да не притежава законодателна власт или инициатива, президентът има право да върне законопроект за преразглеждане упражнявайки правото си на налагане на вето.
Негово правомощие е да отправя обръщения към народа, да обнародва законите в Държавен вестник, да дава и отнема българско гражданство, да упражнява право на помилване и други.

## Конституционен съд
Конституционният съд на България (КС) е създаден с българската конституция от 1991 г.
Той дава тълкувания на Конституцията, обявява в противоконституционност, решава спорове за компетентност между властите и други.

## Изпълнителна власт

### Министерски съвет
Министерският съвет (Правителството) е централен, колективен орган на изпълнителната власт с обща компетентност в Република България. Той се състои от министър-председател, заместник министър-председатели и министри, които ръководят определено министерство с определен ресор (област на компетентност). .
Министерски съвет ръководи и осъществява вътрешната и външна политика на страната, осигурява общественият ред и националната сигурност, осъществява ръководството на държавната администрация чрез създадените от него министерства, агенции и комисии.

## Законодателна власт

### Народно събрание
Българският еднокамарен парламент, наречен Народно събрание, осъществява законодателната власт в страната и упражнява парламентарен контрол. То се състои от 240 народни представители, избирани за срок от 4 години. Гласува се за списъци от кандидати на партии или коалиции за всеки от 31-те многомандатни избирателни района. За да бъде представена в Народното събрание, дадена партия или коалиция трябва да спечели най-малко 4% от гласовете.
Народното събрание отговаря за приемането на закони, одобряването на държавния бюджет, установяването на данъците и размерите им, насрочването на президентски избори, избора и отзоваването на министър-председателя и другите членове на Министерския съвет, обявяването на война, разполагането на войски извън България и ратифицирането на международни договори и споразумения.

## Съдебна система
Съдебната власт защитава правата и законните интереси на гражданите и на държавата. Съгласно измененията на Конституцията от 2023 г. съдебната власт е независима и неин основен носител е съдът, а Прокуратурата и следствените органи са в системата на съдебната власт.
Съдилищата осигуряват равенство и условия за състезателност на страните в съдебния процес, който трябва да осигури установяването на обективната истина. Прокуратурата следи за спазване на законността, като привлича към отговорност лицата, които са извършили престъпления, ръководи разследването и упражнява надзор за законосъобразното му провеждане.
Висшият съдебен съвет се състои от 15 членове и включва председателя на Върховния касационен съд и председателя на Върховния административен съд, които са негови членове по право, осем членове, избирани пряко от съдиите от всички съдилища, и петима членове, избирани от Народното събрание.
Висшият прокурорски съвет се състои от 10 членове и включва главния прокурор, който е негов член по право, двама членове, избирани пряко от прокурорите, един член, избран пряко от следователите, и шестима членове, избрани от Народното събрание.
За членове на Висшия съдебен съвет и на Висшия прокурорски съвет, които не са техни членове по право, се избират юристи с високи професионални и нравствени качества, които имат най-малко петнадесетгодишен юридически стаж и са независими, партийно неутрални и не са магистрати към момента на избора.
Правосъдието се осъществява в името на народа от:
- Върховен Касационен Съд
- Върховен Административен Съд
- апелативни
- окръжни
- районни
- военни съдилища – военно-окръжни и военно апелативни.[6]

## Местно самоуправление и администрация
За да се осъществи ефективно управление на страната, държавата извършва административно-териториално деление, като се определят границите на така наречените административно-териториални единици. В исторически план това деление е претърпявало редица изменения. 
Административното деление в България е двустепенно – общини и области.
От 1999 г. Република България административно е разделена на 28 области: Благоевград, Бургас, Варна, Велико Търново, Видин, Враца, Габрово, Добрич, Кърджали, Кюстендил, Ловеч, Монтана, Пазарджик, Перник, Плевен, Пловдив, Разград, Русе, Силистра, Сливен, Смолян, Област София-град, област София, Стара Загора, Търговище, Хасково, Шумен, Ямбол. Всички те са наименувани на областния си център, като самата столица образува отделна област. Преди това, от 1987 г. до 1999 г. страната е била разделена на 9 области.
Към 2020 г. България има 265 общини.
Орган на местното самоуправление в общината е общинският съвет, който се избира от населението на общината за срок от 4 години.
Управлението в областта се осъществява от областен управител, подпомаган от областна администрация.